# تريبلو (كامبريدجشير)
تريبلو (بالإنجليزية: Thriplow)‏ هي أبرشية مدنية تقع في المملكة المتحدة في إنجلترا. يقدر عدد سكانها بـ 847 نسمة .